# Jungermannia confertissima
Jungermannia confertissima là một loài rêu tản trong họ Jungermanniaceae. Loài này được Nees miêu tả khoa học lần đầu tiên năm 1833.